# Olle Lundqvist
Olle Lundqvist, född den 21 november 1999 i Brunflo, son till före detta skyhook-king Mats Lundqvist, är en svensk basketspelare som spelar för spanska Coruna. 

## Biografi
Olle Lundqvist inledde sin karriär i Jämtland Basket och spelar 2024 för Coruna i spanska ligan. Han har även representerat det svenska landslaget.